# 94P/Russell
La comète Russell 4, officiellement 94P/Russell, est une comète périodique du système solaire, découverte le 7 mars 1984 par Kenneth S. Russell au UK Schmidt Telescope de l'observatoire de Siding Spring en Australie.